# Boletzkyida
Boletzkyida es un orden extinto de moluscos cefalópodos, el único orden que está extinto dentro del superorden Decapodiformes.

## Familias
Este orden incluye a dos familias extintas:
- Boletzkyidae
- Naefiteuthidae